# 수령인
《OCN O’PENing -수령인》은 대한민국의 2024년 10월 31일 부터 50억 복권에 당첨된 여고생이 고등학생은 당첨금 수령이 불가하다는 것을 알고, 당첨금을 수령해 독립하고자 고군분투하는 이야기.

## 줄거리
한참, 갈 길을 몰라 방황하던 시기에
누군가 이런 말을 했다.
주어를 이야기하지 않을 테니,
주어가 무엇일지 고민해 보라는 말과 함께.
“이 존재는, 내 도전에 힘이 되어주고 든든한 버팀목이 되어줘. 내가 삶에 지치거나 실패하고 돌아왔을 때,다시 시작할 수 있는 용기를 주기도 하고,
내 원동력이기도 하지.” 이 이야기를 들었을 때,
그 존재가 뭔지 몰라도 참 낭만적으로 들린다고 생각했다.그래서 생각하기에 좋은 단어는 다 가져다 말했다. 가족, 연대, 친구, 사랑, 희망, 젊음.
하지만, 그가 말한 존재는 ‘돈’이었다.
이 말은 즉, 지금 당장 무엇을 할지 모르겠으면,
돈부터 모으라는 뜻이었다. 그에게는 꿈과 미래란 낭만이 아닌 현실이었기 때문이다.그렇게 시작된 이 이야기는,어른들 세계에 들어서야 하는 아이들의 성장통에 ‘돈’이 낀 이야기이며, 동시에 부모의 사랑에 결핍된 두 아이가 서로의 결핍을 채워가며, 어른이 되어가는 이야기이다.

## 등장인물
- 강신 - 성서연 역
- 백선호 - 성서준 역
- 노종현 - 고은혁 역
- 조준영 - 황이든 역
- 미상: 성서준 엄마 역
- 미상: 성서준 아빠 역